# Office of Strategic Services
Das Office of Strategic Services (kurz OSS; deutsch: Amt für strategische Dienste) war von 1942 bis 1945 ein Nachrichtendienst des Kriegsministeriums der Vereinigten Staaten.

## Auftrag
Die Aufgabengebiete des OSS umfassten die operative Beschaffung von Informationen, Desinformation, psychologische Kriegsführung, Partisanen-Unterstützung, asymmetrische Kriegsführung, Sabotage und Spionageabwehr.

## Organisation
Das OSS unterstand direkt den Vereinigten Stabschefs des Kriegsministeriums und arbeitete ihnen zu. Damit stand es in direkter Konkurrenz zum G-2, dem Heeresnachrichtendienst der U.S. Army. Obwohl zuständig für die Aufklärung im Ausland, gab es Regionen, in denen das OSS nicht aktiv war, so z. B. Lateinamerika, wo das FBI für die Auslandsspionage verantwortlich zeichnete. Gleichzeitig wurden die Aktivitäten des militärischen Nachrichtendienstes G-2 und des Marinenachrichtendienstes argwöhnisch beobachtet und die zuständigen Stellen versuchten, ihre Zuständigkeitsbereiche zu verteidigen, da es etliche Überschneidungen und Parallelaufgaben gab.

## Rekrutierung und Ausbildung
Der Leiter des OSS, Major General Donovan, war anfangs Mitglied des Rooms gewesen, einer monatlich konspirativ tagenden Geheimloge führender US-Industrieller, die diskret Wirtschaftsinformationen aus dem Ausland austauschten. Die Söhne seiner Geschäftsfreunde, die sich vom OSS Ruhm versprachen, wurden bevorzugt rekrutiert.

## Bekannte Mitarbeiter
Der Philosoph Herbert Marcuse arbeitete für das OSS. Andere bekannte Persönlichkeiten waren der marxistische Ökonom Paul Sweezy, der Währungsexperte Charles P. Kindleberger, der Historiker und Wirtschaftswissenschaftler Jürgen Kuczynski, der Historiker Barrington Moore Jr., der Spion Fred Mayer, der Chemiker Hans Wienberg, der Schriftsteller Carl Zuckmayer und der deutsch-amerikanische Politikwissenschaftler Franz Neumann.

## Ausrüstung
Da eines der Haupttätigkeitsfelder der Organisation die konspirative Nachrichtenbeschaffung und die Partisanenunterstützung war, experimentierte Donovan hauptsächlich mit technischen Neuentwicklungen im Bereich getarnter Waffen (Stich- und Schusswaffen, z. B. die Stinger-Pistole, sowie Schalldämpfer) und Ausrüstungsgegenständen, deren eigentliche Funktion nicht gleich erkennbar sein sollte und die so den Agenten bei einer Kontrolle hinter den feindlichen Linien nicht verraten würde. Auch Techniken der nachrichtendienstlichen Kommunikation und Informationsweitergabe (Geheimtinte etc.) wurden genutzt und stetig weiterentwickelt.
Aus Europa eintreffende Passagiere wurden nicht nur über die Verhältnisse befragt, die OSS kaufte ihnen auch Alltagsgegenstände europäischer Herkunft ab bis hin zu gebrauchten Kleidern, welche für die Untergrundarbeit von Wert sein konnten.

## Geschichte

### Gründung
Das am 11. Juli 1941 von Präsident Franklin D. Roosevelt ins Leben gerufene, zunächst zivile Office of the Coordinator of Information (COI) wurde am 13. Juni 1942 in das Office of Strategic Services umgewandelt. Er war ein operativ arbeitender Nachrichtendienst, der den Vereinigten Stabschefs im Kriegsministerium direkt unterstand und zuarbeitete. Alle Abteilungen bestanden bereits im COI. Bei der Gründung des OSS stand der britische Auslandsnachrichtendienst MI6 Pate.
Einziger Leiter des OSS war der reaktivierte Kriegsveteran und Wallstreet-Anwalt „Wild Bill“ Donovan (1883–1959), ein Freund des Präsidenten, der bereits als Colonel den Vorläufer der Behörde geleitet hatte und Ende 1944 zum Major General befördert worden war. Viele Pläne erwiesen sich als praxisuntauglich und man musste erst einen hohen Blutzoll (einschließlich des einheimischen Widerstandes) leisten, um die notwendige Erfahrung zu sammeln, wie ein Kampf hinter feindlichen Linien optimal zu führen war.
Nach dem Zweiten Weltkrieg wurde eine Abteilung des OSS damit beauftragt, im besetzten Deutschland Film- und Bilddokumente als Beweismittel für die Nürnberger Prozesse zu suchen und zu sichern.

### Einsätze

#### Partisanenunterstützungseinsätze
Die reine Aufklärungsarbeit war weniger erfolgreich, da die Hauptlast der Informationsgewinnung durch die Luftaufklärung der US Army Air Force (durch Luftbildauswertung) getragen wurde. Dagegen erzielte das OSS recht gute Ergebnisse mit der Ausbildung, Ausrüstung und Führung einheimischer Partisanengruppen hinter den feindlichen Linien. Es führte Operationen in Italien, Griechenland, Jugoslawien, Norwegen und Frankreich durch.

#### Vorbereitungen fürD-Day
In den Monaten vor der alliierten Landung in der Normandie Operation Overlord sprangen mehrere 3-Mann-Jedburgh-Teams ab, benannt nach ihrem schottischen Ausbildungsort Jedburgh, im deutsch-besetzten Frankreich, um Kontakt mit der Résistance aufzunehmen und sie im Partisanenkampf und in der Vorbereitung der Invasion zu unterstützen. Die nächstgrößere Einheit war die Operational Group (OG) mit 34 Mann, die sich aber auch bei Bedarf in zwei 17-Mann-Teams aufteilen konnte. Die OSS-OGs waren die direkten Vorläufer der Special Forces der Green Berets Detachments.

#### Pazifik

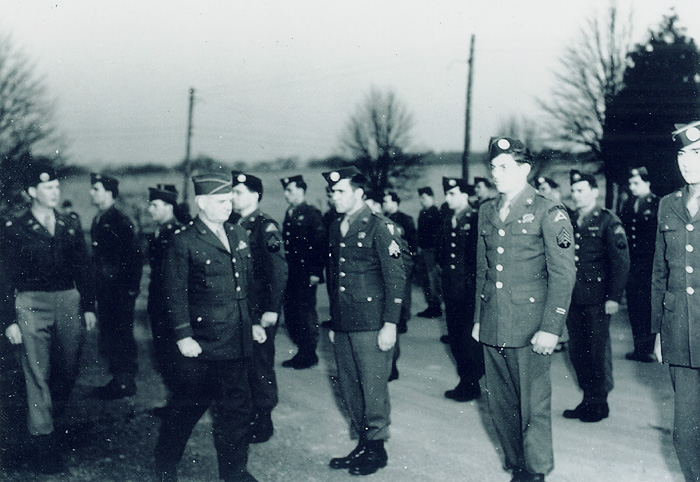
General William J. Donovan bei einer Inspektion von Einsatzkräften in Bethesda, Maryland, 1945

Das OSS war trotz der Ablehnung durch General Douglas MacArthur, den Oberbefehlshaber des pazifischen Kriegsschauplatzes, der die Arbeit des G-2 bevorzugte, dennoch auch im südostasiatischen und pazifischen Raum aktiv, in dem es Mao Zedongs Rote Armee im Guerillakampf unterstützte.

#### Nachrichtendienstliche Einsätze
Ertragreichster OSS-Agent war Allen Dulles, der im neutralen Bern eine nahezu ungetarnte Anlaufstelle für Überläufer unterhielt, wo u. a. Fritz Kolbe vorstellig wurde und Vermittler von Karl Wolff die Kapitulation der deutschen Streitkräfte in Italien verhandelten. Erfolgreicher waren Operationen der psychologischen Kriegsführung mit Flugblatt- und Radiokampagnen, die den Feind demoralisieren sollten. Bekannteste OSS-Partnerin war Marlene Dietrich, die neben dem Fronttheater für die alliierten Truppen über den Hörfunk die Deutschen zur Kapitulation aufforderte.
Das OSS stand ab 1943 mit der österreichischen Widerstandsgruppe rund um Kaplan Heinrich Maier in Verbindung. Dadurch gelangten die exakten Zeichnungen der V-2-Rakete bzw. des Tigerpanzers, aber auch Lageskizzen von Waffenfabrikationsanlagen an alliierte Generalstäbe, um damit alliierten Bomber genaue Luftschläge zu ermöglichen. Die Gruppe wurde nach und nach wegen eines Doppelagenten, der sowohl für das OSS als auch die Gestapo arbeitete, von den deutschen Behörden ausgehoben und die meisten Mitglieder wurden nach Volksgerichtshofverfahren hingerichtet.
Mitarbeiter des OSS waren u. a. auch der deutsche Philosoph Herbert Marcuse, zeitweilig Chef der Europa-Sektion des Dienstes, sowie der Schriftsteller Klaus Mann. Dieser verfasste einige Monate nach der alliierten Landung auf Sizilien, welche das OSS unter dem Decknamen Operation Husky zusammen mit dem Marinenachrichtendienst (ONI) vorbereitet hatte, für die während der Invasion in Italien vorrückende 5. US-Armee Flugblätter zum Abwurf hinter den deutschen Linien und Texte für Grabenlautsprecher. Er verhörte während des Italien-Feldzuges auch deutsche Kriegsgefangene, damit die Stimmung in der Truppe genauer analysiert werden konnte.
1944 nahm das Londoner Büro des OSS Kontakte zur Freien Deutschen Bewegung in Großbritannien auf, um aus ihren Reihen geeignete Kandidaten anzuwerben. Die Kontaktaufnahme erfolgte über Jürgen Kuczynski, den damaligen Leiter der Freien Deutschen Bewegung, und Erich Henschke aus der Leitung der KPD-Emigrantenorganisation für das Vereinigte Königreich. Die Kandidatenliste wurde von Seiten der deutschen Emigranten mit der GRU abgestimmt. Die sieben ausgewählten Kandidaten sollten per Fallschirm hinter den deutschen Linien abspringen. Drei der Agenten, Anton Ruh, Paul Lindner und Kurt Gruber, wurden 2006 postum von der Regierung der USA unter George W. Bush mit dem Silver Star gewürdigt. Der Historiker Brian Nelson Macpherson hob in seiner Dissertation hervor: „Keine andere Quelle des Nachrichtendienstes war so hilfreich in der zuverlässigen Wahrnehmung von Einzelheiten während der letzten Kriegsmonate.“ Dieser Einsatz wurde auch als Operation Hammer bezeichnet. Zudem bereitete das OSS 1944 auch die nicht zum Einsatz gekommene Operation Iron Cross vor.
Mit der Operation Sunrise etablierte das OSS bereits früh eine amerikanische Zusammenarbeit mit Personen des späteren Bundesnachrichtendienstes. Generalmajor Reinhard Gehlen leitete von 1942 bis 1945 im Generalstab des Heeres die Unterstabsabteilung Fremde Heere Ost, die für die Lagefeststellung der Ostfront zuständig war. Unmittelbar nach dem Krieg wurden Gehlen und seine gesamte Organisation (die vor allem aus SS-, SD- und Abwehr-Leuten bestand) in den Dienst des amerikanischen Geheimdienstes gestellt. Gehlen wurde damit beauftragt, einen deutschen Auslandsnachrichtendienst aufzubauen, der sich gegen die Sowjetunion richten sollte. Die Organisation Gehlen wurde später durch die CIA übernommen.
Für die US-Spionageabwehr war während des Krieges die Abteilung X-2 und das FBI zuständig.

#### Persönlichkeitsprofil Hitlers
Donovan beauftragte den Harvard-Psychoanalytiker Walter Charles Langer, ein Profil über Adolf Hitlers Persönlichkeit zu erstellen. Langer befragte hierfür Personen, die aus dem Deutschen Reich in die Vereinigten Staaten gekommen waren, so zum Beispiel Eduard Bloch, den Arzt von Klara Hitler, Ernst Hanfstaengl, den ehemaligen Auslandspressechef der Nationalsozialisten, und William Patrick Hitler. Der Bericht aus dem Jahr 1943 schildert unter anderem „Hitlers wahrscheinliches Verhalten in der Zukunft“:

„1. Hitler könnte eines natürlichen Todes sterben. Das ist nur eine ganz entfernte Möglichkeit, denn, soweit wir wissen, ist er ganz guter Gesundheit, außer bei seinen Magenbeschwerden, die wahrscheinlich psychosomatische Ursachen haben.
2. Hitler könnte Asyl in einem neutralen Land suchen. Das ist extrem unwahrscheinlich im Hinblick auf seine großen Sorgen um seine Unsterblichkeit. Nichts würde den Mythos wirkungsvoller zerstören als ein Führer, der im kritischen Moment davonrennt.
3. Hitler könnte in einer Schlacht getötet werden. Das ist eine reale Möglichkeit. Wenn er überzeugt ist, dass er nicht gewinnen kann, könnte er seine Truppen in die Schlacht führen und sich als furchtloser und fanatischer Führer stilisieren. Das wäre von unserem Standpunkt aus das am wenigsten Wünschenswerte, weil sein Tod als Beispiel für seine Nachfolger dienen würde, ebenfalls mit fanatischer, todesverachtender Entschlossenheit bis zum bitteren Ende zu kämpfen.
4. Hitler könnte ermordet werden. Obwohl Hitler extrem gut geschützt wird, besteht die Möglichkeit, dass ihn jemand ermordet. Hitler fürchtet diese Möglichkeit […] Sie ist ebenfalls von unserem Blickwinkel aus nicht wünschenswert, weil sie einen Märtyrer aus ihm machen würde und die Legende stärkt.
5. Hitler könnte krank werden. Hitler hat viele Charakteristika, die an der Grenze zur Schizophrenie sind. Es ist möglich, dass seine Psyche zusammenbricht, wenn er mit der Niederlage konfrontiert ist. Das wäre eventuell aus unserer Sicht wünschenswert, denn es würde viel dazu beitragen, die Hitler-Legende in den Köpfen des deutschen Volkes zu unterminieren.
6. Das deutsche Militär könnte revoltieren und ihn entmachten. Das scheint mit Blick auf die einzigartige Stellung, die Hitler im Bewusstsein des deutschen Volkes hat, unwahrscheinlich … Das deutsche Militär könnte aber im Angesicht der Niederlage beschließen, dass es weiser wäre, Hitler zu entthronen und eine Marionettenregierung für Friedensverhandlungen einzusetzen. Das würde wahrscheinlich große interne Zwistigkeiten in Deutschland hervorrufen.
7. Hitler könnte in unsere Hände fallen. Das ist die unwahrscheinlichste Variante überhaupt.
8. Hitler könnte Selbstmord begehen. Das ist das plausibelste Resultat. Er hat mehrmals gedroht, sich umzubringen; nach allem, was wir über seine Psyche wissen, ist dies die wahrscheinlichste Möglichkeit …
Was auch passiert, wir dürfen relativ sicher sein, dass Hitler immer neurotischer werden wird, je mehr Niederlagen Deutschland einstecken muss. Jede Niederlage wird sein Selbstvertrauen erschüttern und seine Möglichkeiten begrenzen, sich seine eigene Größe zu beweisen. Als Konsequenz wird er sich gegenüber Angriffen aus den Reihen seiner Verbündeten mehr und mehr verletzlich zeigen und seine Wutanfälle werden sich häufen. Er wird vermutlich versuchen, seine Angreifbarkeit mit zunehmender Grausamkeit und Rücksichtslosigkeit zu kompensieren. Seine öffentlichen Auftritte werden immer seltener, weil er unfähig ist, eine kritische Zuhörerschaft zu ertragen …
In jedem Fall wird sich sein geistiger Zustand weiter verschlechtern. Er wird so lange kämpfen wie er kann, mit jeder nur erdenklichen Waffe oder Technik, die ihm geeignet erscheint, den drohenden Untergang aufzuhalten. Der Kurs, dem er folgt, ist mit an Sicherheit grenzender Wahrscheinlichkeit einer, der ihm den Weg in die Unsterblichkeit ebnet und zur selben Zeit die Welt in Flammen aufgehen lässt.“

### Auflösung
Das von Präsident Harry S. Truman von Anfang an mit Argwohn bedachte OSS wurde nach dem Zweiten Weltkrieg am 20. September 1945 wieder aufgelöst. Die direkte Nachfolge-Organisation des OSS war die SSU (Strategic Services Unit); deren Hauptquartier in Deutschland war in Wiesbaden, von wo aus auch die ersten erfolgreichen Versuche gestartet wurden, deutsche NKWD-Agenten zu Doppelspionen umzufunktionieren.
Einige Veteranen installierten einen OSS-Mythos durch eine Vielzahl entsprechender Abenteuerromane, Comics und Spielfilme. Die Übernahme der ehemaligen OSS-Agenten in die 1947 gegründete Central Intelligence Agency oder das American Committee for a United Europe verlief jedoch keineswegs automatisch: Viele verweigerten sich und suchten nach anderen Betätigungsfeldern. Die ehemalige Mitgliedschaft im OSS erwies sich zwar für manche als Sprungbrett für wirtschaftliche Karrieren – andere sahen nach Kriegsende eher kritisch auf die historische Rolle des OSS zurück.
Die Akten des OSS wurden teilweise in den 1970er und 1980er Jahren freigegeben. Im August 2008 veröffentlichte das Nationalarchiv der USA 35.000 weitere Personalakten sowie Dokumente über geheime Einsätze.

## Mediale Rezeption
- O.S.S. (1946); Regie: Irving Pichel
- Im Geheimdienst (1946), Regie: Fritz Lang
- 13 Rue Madeleine (1947); Regie: Henry Hathaway
- Captain Carey, U.S.A. (1950); Regie: Mitchell Leisen
- O.S.S. (1957/58), britische Fernsehserie über den Einsatz eins OSS-Agenten im besetzten Frankreich mit Ron Randell in der Hauptrolle
- Der gute Hirte (2006); Regie: Robert De Niro, behandelt die Gründung des OSS und der Nachfolge-Organisation CIA
- Indiana Jones und das Königreich des Kristallschädels (2008); Regie: Steven Spielberg, Professor Jones wird als ehemaliger OSS-Agent eingeführt, dessen damaliger Partner McHale sich als Doppelagent herausstellt
- Spy Kids (2001); Regie: Robert Rodriguez, filmische Persiflage über einen Geheimdienst namens OSS. Im zweiten Teil, Spy Kids 2 – Die Rückkehr der Superspione (2002), wird ein Donovan Direktor.
- Das zweite Gedächtnis, (2000), Roman von Ken Follett, die vier Hauptpersonen in dem Roman haben beim OSS gedient, einer davon arbeitet in der Zeit in der das Buch spielt beim CIA.
- Inglourious Basterds, (2009), Film von Quentin Tarantino, eine Einheit jüdischer US-Soldaten sorgt mit grausamen Tötungen von Nazis hinter feindlichen Linien im Auftrag des OSS für Unruhe im deutschen Militär.